# Saphenophis sneiderni
Saphenophis sneiderni là một loài rắn trong họ Rắn nước. Loài này được Myers mô tả khoa học đầu tiên năm 1973.